# Motorul cu distorsiune (Star Trek)

O vizualizare a unui câmp de distorsiune. Nava se află într-o bulă de spațiu normal.

În universul fictiv din Star Trek, distorsiunea sau propulsia exponențială este o deformare a spațiului care modifică legile fizicii pentru a permite realizarea unei viteze superluminice. Astfel, ea este opusă impulsiei.

## Teoria
Motorul cu distorsiune funcționează pe modelul metricii lui Alcubierre. El deformează textura spațiului pentru a propulsa nava. Pur și simplu, motorul distorsionează spațiul, atât în fața cât și în spatele a navei, permițându-i să călătorească mai repede decât viteza luminii; spațiul este contractat în fața navei, și prelungit în spatele ei. Nava însă se află într-o bulă de distorsiune între cele două distorsiuni de spațiu ; bula conține ceea ce se numește subspațiu. Acest spațiu este distorsionat, iar regiunea care îl compune, creează accelerarea corpului până la o "viteză de distorsiune" și nava "surfează" pe valul spațiului-timp creat prin această distorsiune. 
Călătoriile la viteze ce depășesc viteza luminii sunt posibile în acest mod pentru că nava este, strict vorbind, staționară (nemișcată în spațiu, care se află în bula de distorsiune), în timp ce spațiul însuși se deplasează. Întrucât spațiul însuși se mișcă în timp ce nava nu accelerează, aceasta nu suferă nicio dilatare a timpului, care să permită derularea timpului în interiorul navei și să rămână la fel cu cel care este situat în afara bulei de distorsiune.

## Tabelul sinoptic al vitezelor de distorsiune
| Viteza            | Numărul de ori viteza luminii | Durata traversării sistemului solar |
| ----------------- | ----------------------------- | ----------------------------------- |
| Distorsiunea 1    | 1x                            | 11h                                 |
| Distorsiunea 2    | 10x                           | 1 h                                 |
| Distorsiunea 3    | 39x                           | 17 min                              |
| Distorsiunea 4    | 102x                          | 7 min                               |
| Distorsiunea 5    | 214x                          | 3 min                               |
| Distorsiunea 6    | 392x                          | 2 min                               |
| Distorsiunea7     | 656x dispozitive digitale     | 1 min                               |
| Distorsiunea 8    | 1024x                         | 39 s                                |
| Distorsiunea 9    | 1516x                         | 29 s                                |
| Distorsiunea9.6   | 1909x                         | 21 s                                |
| Denaturarea9.99   | 7912x                         | 5 s                                 |
| Denaturarea9.9999 | 199516x                       | 0.2 s                               |
| Distorsiuni de 10 | INFINIT                       | -                                   |

Viteza de distorsiune este o valoare asimptotă, în teorie limitată la un factor 10 : la o asemenea viteză, corpul în distorsiune ocupă toate punctele universului simultan, ceea ce teoretic este imposibil. Totuși, mai multe violări ale teoriei au avut loc în universul Star Trek.
Mai mult decât atât, se întâmplă de multe ori ca valorile din tabel să nu fie respectate. De exemplu, în episodul Treizeci-septieenii, Tom Paris indică faptul că Voyager poate merge la viteza maximă de distorsiune de 9,965, ceea ce reprezintă 6 miliarde de kilometri pe secunda, sau de 20 000 de ori viteza luminii.

### Atingerea vitezei de distorsiune 10
Deși este teoretic imposibil, distorsiunea 10 este atinsă de mai multe ori în Star Trek de Tom Paris în Star Trek: Voyager, sezonul 2, episodul 15 ("Punct de trecere") :
Kathryn Janeway : "Îți amintești ce s-a întâmplat ? "
Tom Paris : "Oh, da. M-am uitat la... M-am uitat la vitezometru, care indica distorsiunea 10. Și deodată mi-am dat seama că mă puteam vedea. Vedeam în afara navetei Voyager, interiorul navei. Interiorul acestei încăperi. Pentru un moment, am fost peste tot în același timp. Literalmente peste tot, căpitane. Cu Kazonii, acasă la mine, cu Klingonienii. Totul era acolo. Nu știu cum să explic. A fost ca... Nu, nimic nu poate descrie ceea ce a fost."
În urma acestei experiențe, Tom Paris suferă un proces accelerat de evoluție biologică. Rețineți, totuși, că acest episod este considerat de unii ca fiind cel mai slab episod din Star Trek și că Brannon Braga, autorul, îl vede ca pe o mare prostie. Cu alte cuvinte, toate evenimentele din Punct de trecere sunt considerate a fi neoficial non-canonice de către fani și de către autor.